# Ogre Pixel
Ogre Pixel es un estudio mexicano de desarrollo de videojuegos indie para dispositivos móviles, PC y consolas, fundado por Steve Durán y Gabriela Godínez en 2014, con sede en Aguascalientes, México. Dentro de los juegos desarrollados se encuentran: Warcher Defenders, Jumper Jon y próximamente Lonesome Village.

## Historia
En el año 2014, Esteban (Steve) Durán comenzó, como un pasatiempo personal, a desarrollar su primer videojuego para dispositivos móviles: Maze Quest. Una vez terminado, era necesario lanzarlo bajo un nombre, fue entonces cuando un 20 de marzo del año 2014, surgió Ogre Pixel. Ese mismo año, Ogre Pixel lanzó dos juegos más para dispositivos móviles: Bit Runner y Black Tower Enigma, pero no fue hasta el año 2016, con el lanzamiento de Warcher Defenders que el estudio comenzó a ganar popularidad, seguido de títulos como Swipe Casters en 2017 y Pixel Stars en 2018.
El último lanzamiento de Ogre Pixel fue Jumper Jon en el año 2019, siendo el primer videojuego 100% mexicano que formó parte del catálogo inicial de 100 títulos de Apple Arcade. Ese mismo año, Steve Durán fue nombrado por la revista Forbes como uno de los 100 mexicanos más creativos del mundo.
En septiembre del año 2020, Ogre Pixel comienza una campaña de micromecenazgo por medio de Kickstarter para su siguiente título Lonesome Village, el primer videojuego para consolas y PC del estudio, cuyo éxito logró recaudar más de $100,000 USD en financiamiento. 
Actualmente Ogre Pixel se encuentra terminando el desarrollo de Lonesome Village.

## Juegos
| Título             | Año  | Género                               | Plataformas                                                   |
| ------------------ | ---- | ------------------------------------ | ------------------------------------------------------------- |
| Maze Quest         | 2014 | Acción                               | IOS, Android                                                  |
| Bit Runner         | 2014 | Acción                               | IOS, Android                                                  |
| Black Tower Enigma | 2014 | Aventura, Puzzles                    | IOS, Android                                                  |
| Warcher Defenders  | 2016 | Acción                               | IOS, Android                                                  |
| Swipe Casters      | 2017 | Acción                               | IOS, Android                                                  |
| Pixel Stars        | 2018 | Acción                               | IOS, Android                                                  |
| Jumper Jon         | 2019 | Aventura, Acción                     | IOS                                                           |
| Lonesome Village   | TBA  | Aventura, Puzzles, Social Simulation | Xbox Series, Nintendo Switch, Microsoft Windows, Linux, MacOS |